# Ржаница (станция)
Ржа́ница — железнодорожная станция на территории одноимённого села Жуковского района Брянской области.
Три пути из четырёх электрифицированы, Две низкие платформы: одна боковая, другая островная.
Пути в направлении Брянска проходят по железнодорожному мосту. От станции отходит подъездной путь к войсковой части.